# سونر أويسال
سونر أويسال (بالتركية: Soner Uysal؛ بالألمانية: Soner Uysal) هو مدرب كرة قدم ولاعب كرة قدم تركي وألماني في مركز الهجوم، ولد في 24 أغسطس 1977 في لودفيغسهافن في ألمانيا. لعب مع فالدهوف مانهايم ونادي هامبورغ.

## وصلات خارجية
- سونر أويسال على موقع قاعدة بيانات كرة القدم.إي يو (الإنجليزية)
- سونر أويسال على موقع عالم كرة القدم.نت (الإنجليزية)